# Dimitri Oberlin
Dimitri Joseph Oberlin Mfomo (Yaundé, Camerún, 27 de septiembre de 1997) es un futbolista profesional suizo que juega como delantero en el ACS Sepsi OSK Sfântu Gheorghe de la Liga II.

## Selección nacional
Fue internacional con la selección de Suiza en las categorías sub-15, sub-16, sub-17, sub-18, sub-19 y sub-21. También lo ha sido con la absoluta e hizo su debut en marzo de 2018 ante Grecia.

### Participaciones en categorías inferiores
| Competición                                   | Sede     | Resultado              | Partidos | Goles |
| --------------------------------------------- | -------- | ---------------------- | -------- | ----- |
| Campeonato Europeo Sub-17 de la UEFA 2014     | Malta    | Fase final             | 6        | 1     |
| Campeonato Europeo de la UEFA Sub-19 2015     | Grecia   | Ronda Élite            | 3        | 3     |
| Campeonato Europeo de la UEFA Sub-19 2016     | Alemania | Ronda Élite            | 3        | 0     |
| Clasificación para la Eurocopa Sub-21 de 2017 | Europa   | En disputa[actualizar] | 1        | 0     |

## Estadísticas
Actualizado al 18 de mayo de 2025.
| Club                                    | Div.          | Temporada     | Liga  | Liga  | Copas nacionales | Copas nacionales | Torneos internacionales | Torneos internacionales | Total | Total |
| Club                                    | Div.          | Temporada     | Part. | Goles | Part.            | Goles            | Part.                   | Goles                   | Part. | Goles |
| --------------------------------------- | ------------- | ------------- | ----- | ----- | ---------------- | ---------------- | ----------------------- | ----------------------- | ----- | ----- |
| F. C. Zürich · Suiza                    | 1.ª           | 2013-14       | 1     | 0     | 0                | 0                | —                       | —                       | 1     | 0     |
| F. C. Zürich · Suiza                    | 1.ª           | 2014-15       | 0     | 0     | 1                | 0                | 0                       | 0                       | 1     | 0     |
| F. C. Zürich · Suiza                    | Total club    | Total club    | 1     | 0     | 1                | 0                | 0                       | 0                       | 2     | 0     |
| F. C. Zürich II · Suiza                 | 3.ª           | 2014-15       | 17    | 7     | —                | —                | —                       | —                       | 17    | 7     |
| F. C. Zürich II · Suiza                 | Total club    | Total club    | 17    | 7     | 0                | 0                | 0                       | 0                       | 17    | 7     |
| F. C. Liefering · Austria               | 2.ª           | 2015-16       | 15    | 7     | —                | —                | —                       | —                       | 15    | 7     |
| F. C. Liefering · Austria               | Total club    | Total club    | 15    | 7     | 0                | 0                | 0                       | 0                       | 15    | 7     |
| Red Bull Salzburgo · Austria            | 1.ª           | 2015-16       | 12    | 3     | 0                | 0                | 3                       | 0                       | 15    | 3     |
| S. C. Rheindorf Altach · Austria        | 1.ª           | 2016-17       | 20    | 9     | 1                | 0                | —                       | —                       | 21    | 9     |
| S. C. Rheindorf Altach · Austria        | Total club    | Total club    | 20    | 9     | 1                | 0                | 0                       | 0                       | 21    | 9     |
| Red Bull Salzburgo · Austria            | 1.ª           | 2016-17       | 5     | 1     | 0                | 0                | 0                       | 0                       | 5     | 1     |
| Red Bull Salzburgo · Austria            | Total club    | Total club    | 17    | 4     | 0                | 0                | 3                       | 0                       | 20    | 4     |
| F. C. Basilea · Suiza                   | 1.ª           | 2017-18       | 26    | 5     | 4                | 1                | 8                       | 4                       | 38    | 10    |
| F. C. Basilea · Suiza                   | 1.ª           | 2018-19       | 14    | 0     | 2                | 1                | 4                       | 0                       | 20    | 1     |
| Empoli F. C. · Italia                   | 1.ª           | 2018-19       | 5     | 0     | —                | —                | —                       | —                       | 5     | 0     |
| Empoli F. C. · Italia                   | Total club    | Total club    | 5     | 0     | 0                | 0                | 0                       | 0                       | 5     | 0     |
| SV Zulte Waregem · Bélgica              | 1.ª           | 2019-20       | 18    | 2     | 4                | 1                | —                       | —                       | 22    | 3     |
| SV Zulte Waregem · Bélgica              | Total club    | Total club    | 18    | 2     | 4                | 1                | 0                       | 0                       | 22    | 3     |
| F. C. Basilea · Suiza                   | 1.ª           | 2019-20       | 6     | 0     | 1                | 0                | 0                       | 0                       | 7     | 0     |
| F. C. Basilea · Suiza                   | 1.ª           | 2020-21       | 0     | 0     | 0                | 0                | 1                       | 0                       | 1     | 0     |
| F. C. Basilea · Suiza                   | Total club    | Total club    | 46    | 5     | 7                | 2                | 13                      | 4                       | 66    | 11    |
| Bayern de Múnich II · Alemania          | 3.ª           | 2020-21       | 12    | 1     | —                | —                | —                       | —                       | 12    | 1     |
| Bayern de Múnich II · Alemania          | Total club    | Total club    | 12    | 1     | 0                | 0                | 0                       | 0                       | 12    | 1     |
| Servette F. C. · Suiza                  | 1.ª           | 2021-22       | 20    | 2     | 1                | 1                | —                       | —                       | 21    | 3     |
| Servette F. C. · Suiza                  | 1.ª           | 2022-23       | 4     | 0     | 1                | 0                | ―                       | ―                       | 5     | 0     |
| Servette F. C. · Suiza                  | Total club    | Total club    | 24    | 2     | 2                | 1                | 0                       | 0                       | 26    | 3     |
| F. C. Thun · Suiza                      | 2.ª           | 2022-23       | 22    | 4     | 3                | 1                | ―                       | ―                       | 25    | 5     |
| F. C. Thun · Suiza                      | Total club    | Total club    | 22    | 4     | 3                | 1                | 0                       | 0                       | 25    | 5     |
| Adanaspor Turquía                       | 2.ª           | 2023-24       | 26    | 2     | 2                | 0                | ―                       | ―                       | 28    | 2     |
| Adanaspor Turquía                       | Total club    | Total club    | 26    | 2     | 2                | 0                | 0                       | 0                       | 28    | 2     |
| ACS Sepsi OSK Sfântu Gheorghe · Rumania | 1.ª           | 2024-25       | 28    | 6     | 1                | 0                | ―                       | ―                       | 29    | 6     |
| ACS Sepsi OSK Sfântu Gheorghe · Rumania | Total club    | Total club    | 28    | 6     | 1                | 0                | 0                       | 0                       | 29    | 6     |
| Total carrera                           | Total carrera | Total carrera | 251   | 49    | 21               | 5                | 16                      | 4                       | 288   | 58    |

## Palmarés

### Títulos nacionales
| Título          | Club               | País    | Año  |
| --------------- | ------------------ | ------- | ---- |
| Bundesliga      | Red Bull Salzburgo | Austria | 2016 |
| Copa de Austria | Red Bull Salzburgo | Austria | 2016 |